# Concejo Regional Al-Kasom
| mapa = 
El Concejo Regional de Al-Kasom (en hebreo: מועצה אזורית אל קסום) (transliterado: Moatza Azorit Al Kasom) (en árabe: المجلس الاقليمي القيصوم) (transliterado: Majlis Iqlimi al Kasum) es uno de los dos concejos regionales beduinos formados en el desierto del Néguev. El Concejo Regional de Al-Kasom se encuentra al noroeste del desierto del Néguev en el Estado de Israel. El concejo está formado por 7 comunidades beduinas que han sido reconocidas por el estado: Tirabin Al-Sana, Umm Batin, Al-Sayyid, Mulada, Makhul, Kukhleh y Drijat. La población total era más de 20.000 habitantes (en junio de 2013). También hay beduinos que viven en aldeas no reconocidas por el estado.